# الـ 99

الشعار العربي لمجلة الـ 99

الـ 99 (بالإنجليزية: The 99)‏، أيضاً يكتب كـ « التسعة وتسعون » (The Ninety-Nine)، هي سلسلة قصص مصورة من نشر شركة تشكيل كومكس الكويتية. السلسلة مقتبسة من التراث والثقافة الإسلامية، وصاحب فكرتها هو المواطن الكويتي الدكتور نايف المطوع الرئيس التنفيذي لتشكيل كومكس. صممت أعمال الرسوم وتلوين القصص على يد رسامين ذو سمعة عالية من شركة دي سي كومكس الرائدة في عالم القصص المصورة.

## الفكرة
فكرة العنوان « الـ 99 » تعود إلى صورة تصنيفية مركزية في الإسلام، ألا وهي أسماء الله الحسنى. فمع كل بطلٍ من الأبطال الخارقين الجدد في القصة يظهر أحد الأسماء في القصص، مثل شخصية نورا المقتبسة من الاسم نور، كما يتميّز كل بطل بموهبةٍ جديدة. وفي النهاية يصطف أسطول بأكمله من الأبطال المسلمين لكي يقوموا بأعمالٍ على غرار ما يفعله زملاءهم في دار نشر مارفل كومكس كسبايدر مان لمجلات الرسوم الكرتونية الأمريكية، أي إنقاذ العالم والذي يبحث في هذه المجلة عن أحجار المعرفة الكريمة التسعة وتسعون التي تختزن بداخلها المعرفة التي إحتوتها كتب بيت الحكمة، والتي تم فقدانها أثناء اجتياح المغول لمدينة بغداد.

## إثارة الجدل
أثارت السلسة المصورة والمنتجة تلفزيونيا على قناة إم بي سي 3 جدلاً واسعاً في المجتمع السعودي والكويتي، حيث اعتبر بعض الدعاة أن السلسلة المصورة تجسد أسماء الله الحسنى في صور آدمية، واعتبروا ذلك إساءة إلى ذات الله، وأسمائه الحسنى.

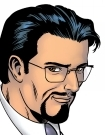
دکتور رمزی رازم

## وصلات خارجية
- نسخة مؤرشفة من الموقع الرسمي قبل محوه (بالإنجليزية)
- فيديو لحديث مدته 18 دقيقة لنايف المطاوع (بالإنجليزية)
- باينى كيستينج، الجيل القادم من الأبطال الخارقين (بالإنجليزية)
- ال99 (بالإنجليزية)